# داگلاس آرگایل رابرتسون
داگلاس آرگایل رابرتسون (انگلیسی: Douglas Argyll Robertson؛ ۱۸۳۷ – ۳ ژانویهٔ ۱۹۰۹) یک چشم‌پزشک و جراح اهل اسکاتلند بود. وی رئیس «کالج سلطنتی جراحان ادینبرا» بود.
او نخستین کسی است که از فیزوستیگمین در چشم‌پزشکی استفاده کرده و مردمک آرگایل-رابرتسون را به افتخار او نام نهاده‌اند.